# 叶卡捷琳娜·谢苗诺夫娜·斯瓦尼泽
叶卡捷琳娜·谢苗诺夫娜·斯瓦尼泽（俄语：Екатери́на (Като́) Семёновна Свани́дзе，1885年4月2日—1907年12月5日（11月22日））是斯大林的第一位妻子，格鲁吉亚人。她有两个姐妹和一个兄弟。斯大林与斯瓦尼泽于1906年结婚，二人育有一子雅可夫·朱加什维利。据称是死于肺炎、伤寒。